# Proteostrenia occulta
Proteostrenia occulta là một loài bướm đêm trong họ Geometridae.